# Leek (christendom)
Met leek (van het Grieks: λαϊκός, 'van het volk') wordt in het christendom in de regel een gelovige aangeduid die geen wijding of benoeming heeft ontvangen tot een kerkelijk ambt. Ook pastoraal werkers zijn leken.

## Katholieke kerk
In de hiërarchie van de Katholieke Kerk is iedereen die geen wijding tot bisschop, priester, kloosterling(e) of diaken heeft ontvangen een leek. Volgens de Kerk oefent de leek, als onderdeel van Gods Volk en lidmaat van het mystiek Lichaam van Christus, het algemene priesterschap uit, dat met het doopsel begint. Het bijzonder priesterschap van de bisschoppen, priesters en diakens ontleent zijn betekenis aan het algemene priesterschap van de leken, zonder ervan afgeleid te zijn. Deze beide vormen van priesterschap zijn op elkaar aangewezen. Deze complementariteit is vastgelegd in de constitutie van de kerk Lumen Gentium, een constitutie van het Tweede Vaticaans Concilie.
Binnen de Katholieke Kerk zijn verschillende vormen van georganiseerde lekenspiritualiteit. Zo zijn er veel vormen van religieus leven (zuster- en broedercongregaties) van mensen die geen priesterlijke wijding hebben ontvangen. Ook zijn er verschillende seculiere instituten.

## Oosters-orthodoxe kerk
Het begrip leek wordt ook gebruikt binnen sommige Oosters-orthodoxe kerken.